# كولاريس
كولاريس هي قرية على طول ساحل بلدية سينترا بالبرتغال.

## السكان
يبلغ عدد السكان حسب إحصاء عام 2011 تقريباَ 7628 نسمة.

## المساحة
يبلغ حجم مساحة القرية 33.37 كيلومتر مربع (12.88 ميل مربع).